# گینفورد، آلبرتا
گینفورد، آلبرتا (به انگلیسی: Gainford, Alberta) یک منطقهٔ مسکونی در کانادا است که در آلبرتا واقع شده‌است. گینفورد ۱٫۰۸ کیلومتر مربع مساحت و ۱۳۲ نفر جمعیت دارد و ۷۴۰ متر بالاتر از سطح دریا واقع شده‌است.